# Anton Maria Visdomini
Anton Maria Visdomini (Arcola, XV secolo – XVI secolo) è stato un umanista e letterato italiano.

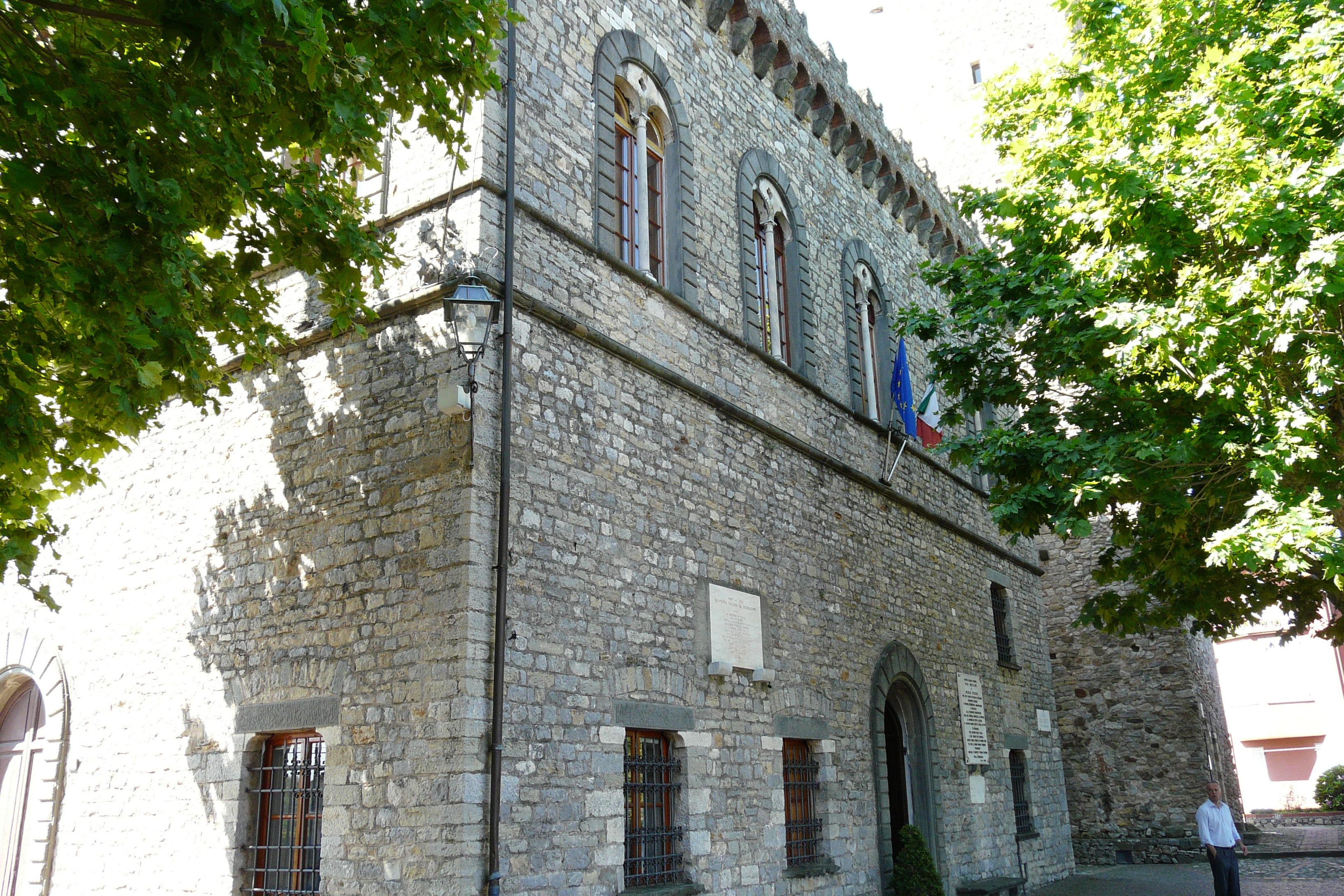
Castello di Arcola

Signore di Arcola in Lunigiana, studiò lettere greche e latine presumibilmente all'Università di Bologna. 

Fu precettore a Modena presso la nobile famiglia Rangoni dei figli del famoso condottiero Niccolò Maria Rangoni, Ginevra e Guido.

## Opere
- Statuti e decreti di Genova, 1498[3]
- Dialogus Antonii Mariae Visdomini de otio & Sybillis, Bologna, 1509[4]